# Дев'ятниця

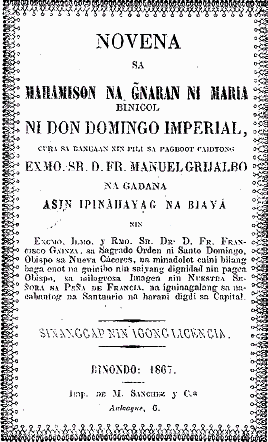
Друкована в типографський спосіб дев'ятниця зі збірки Національної бібліотеки Іспанії (1867 рік).

Дев'я́тниця або нове́на (лат. novena від лат. novem — «дев'ять») — дев'ятиденний молитовний цикл у християн західних церков: католицької, англіканської та лютеранської. У художній літературі зрідка трапляється інший варіант назви — дев'яти́на.

## Історія
Ця молитовна традиція виникла у Франції та Іспанії в часи Раннього середньовіччя як наслідування апостолам, які після вознесіння Ісуса Христа дев'ять днів очікували обіцяного зіслання Святого Духа. Однак існує припущення, що вона є лише християнським переосмисленням давньогрецької традиції дев'ятиденної заупокійної жалоби. Спочатку дев'ятиденні молитви (novemdialis oratio) читались тільки після смерті вірянина або в період постів, з часом вони стали також передувати і літургійним торжествам. Значної популярності новени набули в XVI–XVII сторіччях і з того часу належать до поширених католицьких традицій.

## Опис

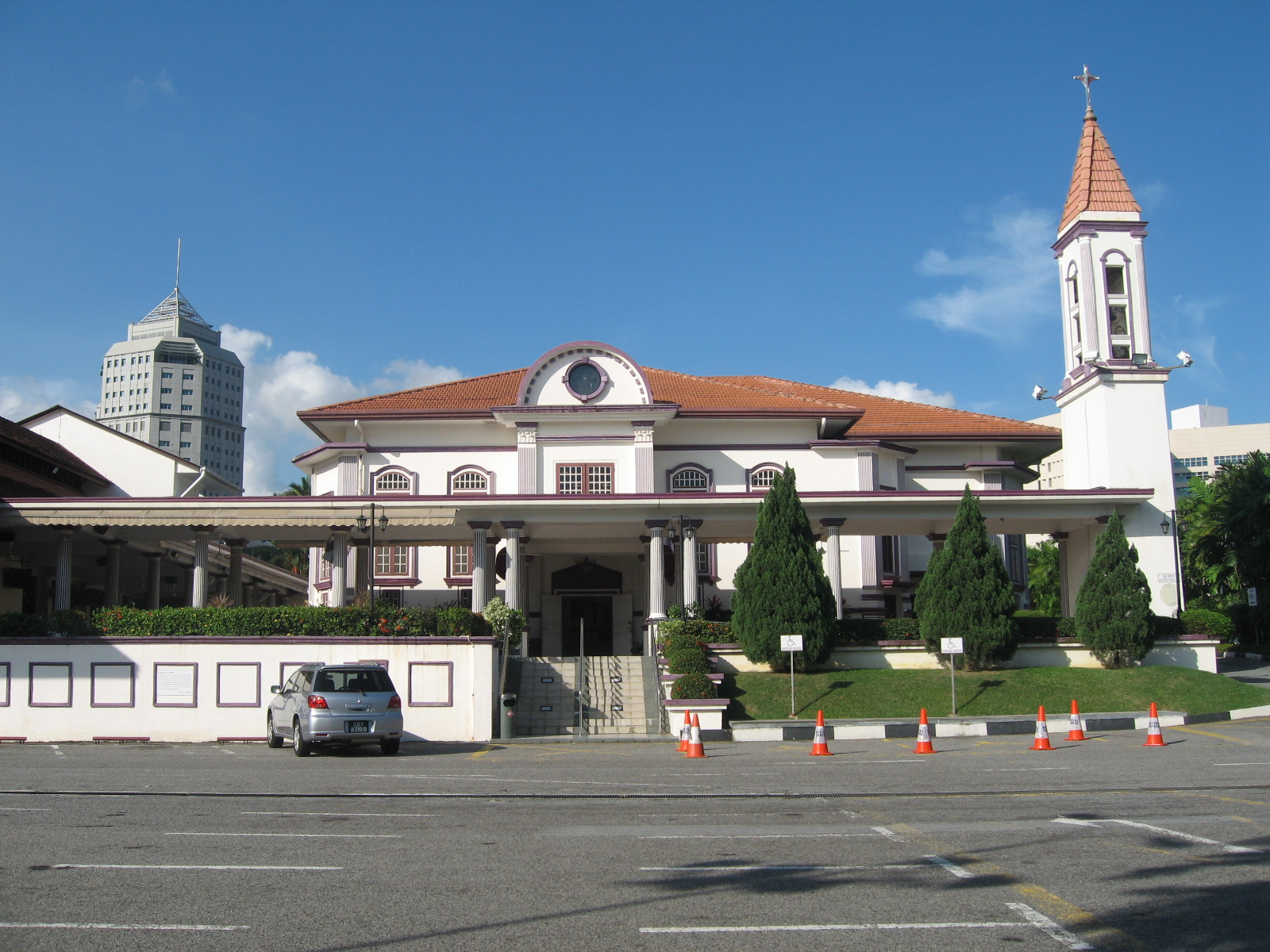
Церква Новени — храм, названий на честь дев'ятниці.

Дев'ятниця передбачає щоденне відмовляння певної кількості спеціально дібраних молитов. Найчастіше вона включає молитви «Отче наш», «Радуйся, Маріє», також можуть читатися частини Розарію або спеціальні заклики до Святого Духа чи святих. Виконання новени не регулюється богослужбовим уставом і не є обов'язковим, однак рекомендується як духовне приготування до великих свят чи за особливих обставин у житті вірян. Відповідно, молитви цього циклу можуть читатися вірянами спільно у церкві або індивідуально вдома. Читати дев'ятницю прийнято навколішках. За добросовісне виконання новени вірянину надається часткова індульгенція.
Однією з найдавніших відомих новен є Дев'ятниця Різдву Христовому, яка передує однойменному святу і символізує дев'ять місяців, під час яких Богородиця виношувала Дитятка Ісуса. В сучасній літургійній практиці обов'язковою стала Дев'ятниця Духу Святому, яку читають між святами Вознесіння і П'ятидесятниці. У XX столітті у зв'язку із поширенням Коронки до Божого Милосердя набула популярності Дев'ятниця Божому Милосердю із використанням зазначеної молитви. Цю новену традиційно читають від Страсної п'ятниці до Неділі Божого Милосердя, наступної після Великодня. Особливе місце в католицькій традиції займає Помпейська новена, яка на відміну від звичайних, складається з шістьох дев'ятиденних циклів: перші три необхідно читати з прохальною метою, а три наступні — виключно з подячною. Ця молитва вважається «безвідмовною», тобто такою, що обов'язково приносить видимі результати. До особливо «дієвих» молитов зараховують і Дев'ятницю святому Юді Тадею, яку прийнято читати за непереборних обставин життя.
За традицією неофіційно церквою Новени називають одну з історичних католицьких церков Сінгапура, від якої походить ряд місцевих урбанонімів: назви району, станції метрополітену тощо.